# Fýrisvellir

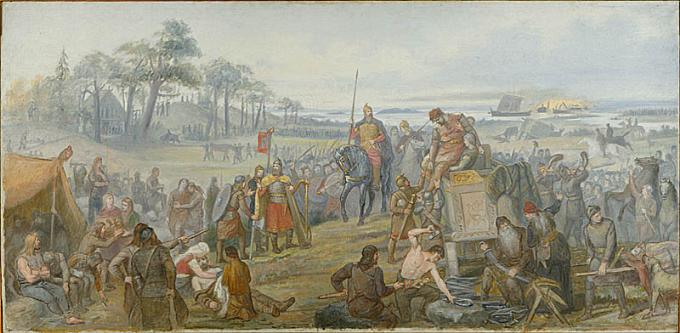
La plaine de Fyrisvellir où se déroula la bataille de Fyrisvellir vers 984/985.

Fyrisvellir en norrois (Fyrisvallarna en suédois) est une plaine marécageuse située au sud de la région de Gamla Uppsala. Autrefois les voyageurs devaient quitter les navires et marcher vers le temple d'Uppsala et la salle du trône du roi de Suède.
Le nom vient de vieux norrois « Fyrva » qui signifiait « reflux » à l'époque où la plaine était partiellement inondée par la mer et les terres agricoles détrempées qui sont aujourd'hui asséchées et sur lesquelles la ville moderne d'Uppsala s'est développée.
Fyrisvellir est le lieu  où se déroule vers 984/985 la Bataille de Fyrisvellir pour la conquête de la couronne suédoise entre Éric le Victorieux et son neveu Styrbjörn le Fort.